# Барселос
Барселос (порт. Barcelos) је познати град у Португалији, смештен у њеном северозападном делу. Град је други по значају у оквиру округа Брага, где чини једну од општина.
Симбол Португалије, петао, води порекло од „Петла из Барселоса“.

## Географија
Град Барселос се налази у северозападном делу Португалије. Од главног града Лисабона град је удаљен 370 километара северно, а од Портоа град 60 километара северно.
Рељеф: Барселос се налази у области приобалне равнице Мињо, на знатној надморској висини од 25-35 m. Подручје око града је заталасано, плодно и густо насељено.
Клима: Клима у Барселосу је измењена умерено континентална, са доста падавина због утицаја Атлантика.
Воде: Кроз Барселос протиче река Кавадо, која дели град на већи, северни и мањи јужни део града. Дата се река 15 километара западно од града улива у Атлантски океан.

## Историја
Подручје Барселоса насељено још у време праисторије. Међутим, насеље није имало већег значаја све док се на датом месту нису наслиле војводе од Брагансе, које унапредиле насеље. Барселос је добио градска права 1928. године.

## Становништво
По последњих проценама из 2008. године општина Барселос има око 125 хиљада становника, од чега око 21 хиљада живи на градском подручју. Подручје око града је веома густо насељено.

## Партнерски градови
- Камјена Гора
- Вјерзон
- Понтеведра
- Сао Домингос
- Мазаган
- Ресифе
- Свиштов

## Галерија
- Стари део Барселоса
- Торањ у Барселосу
- Црква Матриз, главна у граду
- Петао из Барселоса, симбол Португалије